# Sybra ochreovittipennis
Sybra ochreovittipennis là một loài bọ cánh cứng trong họ Cerambycidae.